# Station Houlgate
Station Houlgate is een spoorweghalte in de Franse gemeente Houlgate. Zij wordt bediend door treinen van het netwerk Nomad Train op het traject Dives-Cabourg - Trouville-Deauville.